# Bruno Prent
Bruno Prent (Utrecht, 13 augustus 1993) is een Nederlandse acteur, voornamelijk bekend door zijn rol als Dylan King in SpangaS en SpangaS op zomervakantie.

## Filmografie

### Film
- 2016: Moes, als auditant
- 2016: Cas, als jongen in de club
- 2020: Split-Up, als Tom
- 2022: Pink Moon, als Aidan
- 2022: Amantes, als Finn

### Televisie
- 2016-2020: SpangaS, als Dylan King
- 2016: Goede tijden, slechte tijden, als Benja
- 2017-2018: De slet van 6vwo, als Jack
- 2017: Moordvrouw, als jongen
- 2018: SpangaS op zomervakantie, als Dylan King
- 2019: Bad Influencer, als Mitchell
- 2020: Dit zijn wij, als Luuk
- 2020: Zapp detective, als zichzelf
- 2021: Rot, als Daan
- 2022: Kerstappels, als barman hotel
- 2023: Hockeyvaders, als Sol
- 2024: Say Whut!?, als zichzelf